# Zaynab bint 'Amir
Zaynab bint ʿĀmir, detta Umm Rumān (in arabo أم رومان بنت عامر‎?; Sarat, ... – Medina, 628), della tribù dei Kināna è stata una Sahaba, moglie del primo Califfo Abū Bakr.
Figlia di ʿĀmir b. ʿUwaymir b. ʿAbd Shams b. ʿAttāb, fu una Compagna del profeta Maometto.

Fu moglie di Abū Bakr e madre di ʿĀʾisha bt. Abī Bakr, sposa favorita di Maometto dopo la morte della sua prima moglie, Khadīja.

## Biografia
Zaynab fu allevata nel Sarat (Arabia). Sposò un giovane della sua stessa tribù, di nome ʿAbd Allāh b. Ḥārith b. Sakhbara al-Azdi, da cui ebbe tre figli, Ṭufayl ibn ʿAbd Allāh, Asmāʾ e ʿAbd Allāh.
Zaynab e la sua famiglia si trasferirono a Mecca, dove suo marito divenne socio in affari e amico di Abū Bakr (che era sposato con Qutayla bint 'Abd al-'Uzza, da cui ebbe Asmāʾ bt. Abī Bakr). Poco tempo dopo, Zaynab restò vedova e senza alcun sostegno familiare e tribale. Vedendo la precarietà della sua situazione, Abū Bakr la prese in moglie. Ebbero due figli: una figlia, ʿĀʾisha bint Abī Bakr (che sposerà Maometto) e un figlio, ʿAbd al-Raḥmān.